# チャイロツグミモドキ

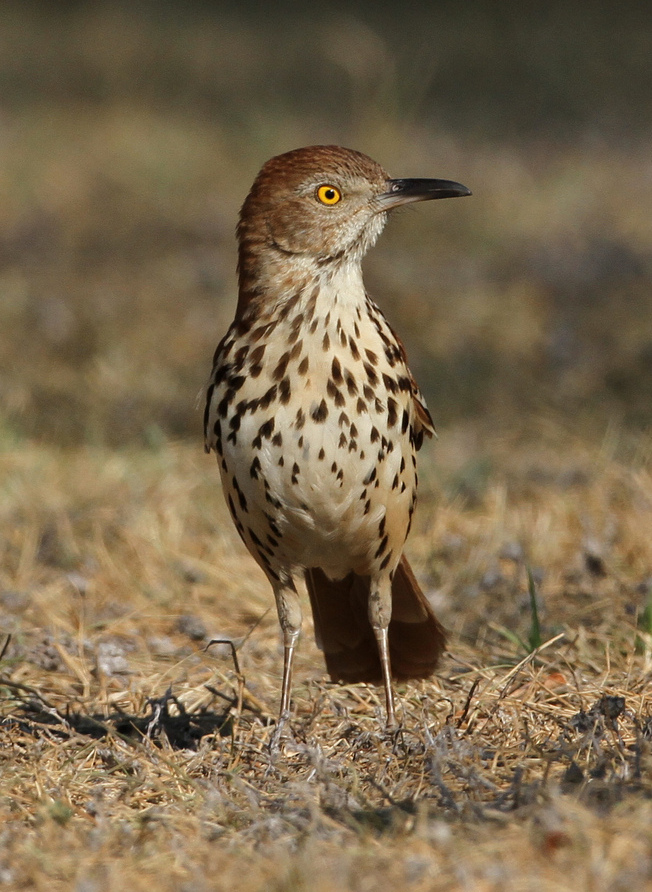

チャイロツグミモドキ（茶色鶫擬、Toxostoma rufum）は、鳥類の一種。

## 分布
北アメリカ大陸